# Astragalus flexuosus
Astragalus flexuosus es una  especie de planta herbácea perteneciente a la familia de las leguminosas. Se encuentra en Norteamérica.

## Distribución y hábitat
Es una planta herbácea perennifolia que se distribuye por Norteamérica en Canadá, Estados Unidos y México.

## Taxonomía
Astragalus flexuosus fue descrita por  G.Don y publicado en A General History of the Dichlamydeous Plants 2: 256, en el año 1832.
Etimología
Astragalus: nombre genérico derivado del griego clásico άστράγαλος y luego del Latín astrăgălus aplicado ya en la antigüedad, entre otras cosas, a algunas plantas de la familia Fabaceae, debido a la forma cúbica de sus semillas parecidas a un hueso del pie.
flexuosus: epíteto latíno que significa  "flexible".
Variedades aceptadas
- Astragalus flexuosus var. diehlii (M.E.Jones) Barneby
- Astragalus flexuosus var. greenei (A.Gray) Barneby

Sinonimia
| - Astragalus fendleri (A.Gray) A.Gray - Astragalus flexuosus var. albus G.Don - Astragalus flexuosus var. elongatus (Hook.) M.E.Jones - Astragalus flexuosus var. fendleri (A.Gray) M.E.Jones - Astragalus flexuosus var. sierrae-blancae (Rydb.) Barneby - Homalobus fendleri (A.Gray) Rydb. - Homalobus flexuosus (Hook.) Rydb. - Phaca elongata Hook. - Phaca elongata var. minor Hook. | - Phaca fendleri A.Gray - Phaca flexuosa Hook. basónimo - Pisophaca elongata (Hook.) Rydb. - Pisophaca flexuosa (Hook.) Rydb. - Pisophaca ratonensis Rydb. - Pisophaca saundersii Rydb. - Pisophaca sierrae-blancae Rydb. - Tragacantha fendleri (A.Gray) Kuntze - Tragacantha flexuosa (Hook.) Kuntze |